# Viksängs församling
Viksängs församling är en församling i Västerås pastorat i Domprosteriet i Västerås stift i Västerås stift och i Västerås kommun i Västmanlands län. 

## Administrativ historik
Församlingen bildades 1991 genom en utbrytning ur Västerås domkyrkoförsamling. 2006 återgick församling i Västerås domkyrkoförsamling. 2014 återbildades församlingen genom utbrytning ur domkyrkoförsamlingen.
Församlingen ingick mellan 1991 och 2006 i ett pastorat med domkyrkoförsamlingen som moderförsamling och ingår sedan 2014 i Västerås pastorat.

## Kyrkor
- Viksängskyrkan